# Ha-Kochaw Ha-Ba
Ha-Kochaw Ha-Ba (hebr. ‏הכוכב הבא‎; tłum. Następna gwiazda) – izraelski program telewizyjny typu talent show emitowany na antenie Keszet 12 od 17 września 2017, który zastąpił odwołany program Kochaw Nolad (tłum. Narodziny gwiazdy). Na jego bazie utworzono międzynarodowy format Rising Star.
Zwyczajowo pełni rolę izraelskich preselekcji do Konkursu Piosenki Eurowizji – od edycji emitowanej na przełomie 2014 i 2015 roku corocznie służył jako krajowe eliminacje do tego konkursu, aż do zerwania kontraktu po 2020 roku; powrócił on jednak po kilkuletniej przerwie w 2024 roku. Z tego powodu edycje programu często noszą nazwę Ha-Kochaw Ha-Ba L’erowizjon (hebr. ‏הכוכב הבא לאירוויזיון‎, tłum. Następna gwiazda na Eurowizję).

## Format

### Zasady programu
Podczas tzw. „przesłuchań na żywo” na początku sezonu każdy zawodnik jest proszony o wykonanie znanej piosenki przed komisją jurorską, jednak zasłonięty jest on kurtyną stworzoną z ekranu LED pokazującą jego twarz widowni i jurorom. Podczas wykonu utworu odbywa się głosowanie, czy uczestnik przejdzie do kolejnego etapu – jurorzy mogą powiększyć saldo uczestnika o określoną na daną edycję liczbę punktów procentowych, publiczność natomiast głosuje za pomocą aplikacji MakoTV i decyduje, czy zawodnik ma przejść dalej. Podczas występu uczestnik nie widzi publiczności, jednak na ekranie pokazane mu są zdjęcia profilowe kont należące do osób, które w aplikacji zdecydowały się wesprzeć danego artystę, w celu wsparcia wokalisty. Do awansu potrzebuje zdobyć wynik nie mniejszy niż 70%, po czym ekran zostaje opuszczony.
Kolejna faza, emitowana fragmentarycznie, ma na celu zmniejszenie liczby pozostałych uczestników: zazwyczaj Top 20 uczestników (czasami mniej) przechodzi do kolejnego etapu bazując się na wyniku, który otrzyma w tej rundzie od wyłącznie jurorów – jeżeli uczestnik otrzyma głos na „tak” od każdego jurora automatycznie przechodzi do następnej rundy, a reszta uczestników jest wybierana z pola uczestników z większą liczbą pozytywnych głosów, lecz nie ich kompletem.
W następnej rundzie, która w zależności od edycji może różnić się dokładnym formatem, co odcinek eliminowana jest mała liczba uczestników (zazwyczaj wyłącznie jeden), aż liczba kandydatów będzie wystarczająco mała, aby zorganizować rundę półfinałową. Podczas obydwu półfinałów, po ponownej ocenie przez jury i publiczność jeden kandydat, który otrzymał najlepszy wynik, przechodzi automatycznie do finału, a pozostali finaliści są selekcjonowani podczas drugiej rundy. W finale uczestnicy są dobrani w duele, po czym z obydwu dueli do tzw. „superfinału” przechodzi dwóch artystów, a dwóch odpadłych zmierza się w jeszcze jednym pojedynku, którego zwycięzca dopełnia 3-osobową stawkę superfinału. W superfinale widzowie (w niektórych edycjach również jury) wybiera zwycięzcę konkursu oraz – jeżeli telewizja Keszet została zwycięzcą procesu przetargowego telewizji KAN co do wyboru przedstawiciela Izraela w nadchodzącym Konkursie Piosenki Eurowizji – reprezentanta kraju w tym konkursie.

### Jurorzy
| Juror                  | Edycja | Edycja | Edycja | Edycja | Edycja | Edycja | Edycja | Edycja | Edycja | Edycja | Edycja |
| Juror                  | 1.     | 2.     | 3.     | 4.     | 5.     | 6.     | 7.     | 8.     | 9.     | 10.    | 11.    |
| Juror                  | [ 24 ] | [ 25 ] | [ 26 ] | [ 27 ] | [ 28 ] | [ 29 ] | [ 30 ] | [ 31 ] | [ 32 ] | [ 33 ] | [ 34 ] |
| ---------------------- | ------ | ------ | ------ | ------ | ------ | ------ | ------ | ------ | ------ | ------ | ------ |
| Swika Hadar            | ●      |        |        |        |        |        |        |        |        |        |        |
| Rita                   | ●      |        |        |        |        |        |        |        |        |        |        |
| Rani Rahab             | ●      |        |        |        |        |        |        |        |        |        |        |
| Ejal Golan             | ●      |        |        |        |        |        |        |        |        |        |        |
| Mooki                  | ●      | ●      | ●      |        |        |        |        |        |        |        |        |
| Assaf Atdegi           |        | ●      | ●      |        |        |        |        |        |        |        |        |
| Harel Ska’at           |        | ●      | ●      | ●      | ●      | ●      |        |        |        |        |        |
| Keren Peles            |        | ●      | ●      | ●      | ●      | ●      | ●      | ●      | ●      | ●      | ●      |
| Static i Ben-El Tawori |        |        |        | ●      | ●      | ●      | ●      | ●      |        |        |        |
| Assaf Amdorski         |        |        |        | ●      | ●      | ●      | ●      | ●      | ●      | ●      | ●      |
| Sziri Majmon           |        |        |        |        |        | ●      | ●      | ●      | ●      | ●      | ●      |
| Itaj Lewi              |        |        |        |        |        |        | ●      | ●      | ●      | ●      | ●      |
| Ninet Taib             |        |        |        |        |        |        |        | ●      | ●      |        |        |
| Ran Danker             |        |        |        |        |        |        |        |        | ●      | ●      | ●      |
| Eden Hason             |        |        |        |        |        |        |        |        |        | ●      | ●      |

## Zwycięzcy
| Edycja | Zwycięzca             |
| ------ | --------------------- |
| 1.     | Ewjatar Korkus        |
| 2.     | Nadav Guedj           |
| 3.     | Hovi Star             |
| 4.     | Imri Ziw              |
| 5.     | Neta „Netta” Barzilaj |
| 6.     | Kobi Marimi           |
| 7.     | Eden Alene            |
| 8.     | Tamir Grinberg        |
| 9.     | Eliaw Zohar           |
| 10.    | Eden Golan            |
| 11.    | Juwal Rafael          |

## Spis edycji
– 1. miejsce;     – 2. miejsce;     – 3. miejsce

### Pierwsza edycja (2013)
Pierwsza edycja programu była nadawana pomiędzy 17 września a finałem, 24 grudnia 2013. Zwyciężył ją Ewjatar Korkus.
| Miejsce | Artysta        | Wynik |
| ------- | -------------- | ----- |
| 1.      | Ewjatar Korkus | 63%   |
| 2.      | Arje i Gil Gat | 60%   |
| 3.      | Tina Ibagrimow | 49%   |
| 4.      | Rinat Kohen    | –     |

### Druga edycja (2014–2015)
W październiku 2014 ogłoszono, że zwycięzca edycji automatycznie stanie się reprezentantem Izraela w przyszłorocznym, 60. Konkursie Piosenki Eurowizji w Wiedniu, po nawiązaniu współpracy z publiczną telewizją IBA odpowiadającą za udział kraju w tym wydarzeniu.
Druga edycja programu była nadawana pomiędzy 9 grudnia 2014 a finałem, 17 lutego 2015. Zwyciężył ją Nadav Guedj: w pierwszej rundzie zaśpiewał utwór „Russian Roulette” z repertuaru Rihanny i zakwalifikował się do kolejnej rundy. Zakwalifikował się na listę 45 kandydatów walczących o udział w finale, ostatecznie dostał się do stawki razem z 15 innymi uczestnikami. W kolejnych etapach programu zaśpiewał m.in. piosenki „Halo” i „Crazy in Love” Beyoncé oraz „Locked Out of Heaven” Bruno Marsa. W maju wystąpił w drugim półfinale Eurowizji i awansował do sobotniego finału, w którym zajął dziewiąte miejsce, zdobywając łącznie 97 punktów.
| Miejsce | Artysta                     | Wynik |
| ------- | --------------------------- | ----- |
| 1.      | Nadav Guedj                 | 79%   |
| 2.      | Iky Lewi i Rasta Hebrew Men | 69%   |
| 3.      | Sari Nachmias               | 49%   |
| 4.      | Awia Szoszani               | –     |

### Trzecia edycja (2015–2016)
Trzecia edycja programu była nadawana pomiędzy 5 grudnia 2015 a finałem, 3 marca 2016. Zwyciężył ją Hovi Star. W finale zaprezentował on utwór „Made of Stars”, stworzony specjalnie na potrzeby 61. Konkursu Piosenki Eurowizji, organizowanego w Sztokholmie. 12 maja wystąpił w drugim półfinale konkursu i z siódmego miejsca awansował do sobotniego finału. Zajął w nim czternaste miejsce z 135 punktami na koncie.
| Miejsce | Artysta      | Wynik |
| ------- | ------------ | ----- |
| 1.      | Hovi Star    | 68%   |
| 2.      | Nofar Salman | 67%   |
| 3.      | Ella Daniel  | 58%   |
| 4.      | Gil Hadasz   | –     |

### Czwarta edycja (2017)
Czwarta edycja programu była nadawana pomiędzy 2 stycznia a finałem, 13 lutego 2017. Zwyciężył ją Imri Ziw, dzięki czemu został wybrany na reprezentanta Izraela w 62. Konkursie Piosenki Eurowizji organizowanym w Kijowie. 9 marca zaprezentował swój konkursowy utwór, „I Feel Alive”. 11 maja wystąpił z ostatnim, 18. numerem startowym w drugim półfinale konkursu i trzeciego miejsca awansował do finału rozgrywanego 13 maja. Wystąpił w nim jako pierwszy w kolejności i zajął dwudzieste trzecie miejsce z 39 punktami na koncie.
| Miejsce | Artysta         | Wynik |
| ------- | --------------- | ----- |
| 1.      | Imri Ziw        | 74%   |
| 2.      | Diana Golbi     | 67%   |
| 3.      | Julietta        | 58%   |
| 4.      | Beatbox Element | –     |

### Piąta edycja (2017–2018)
Piąta edycja programu była nadawana pomiędzy 29 października 2017 a finałem, 13 lutego 2018. Był to pierwszy sezon emitowany na kanale Keszet 12. Zwyciężyła ją Neta „Netta” Barzilaj, dzięki czemu została ogłoszona reprezentantką Izraela w 63. Konkursie Piosenki Eurowizji organizowanym w Lizbonie. Jednym z utworów, który był brany pod uwagę w selekcji, była piosenka „Bassa Sababa” – Barzilaj chciała przedstawić właśnie ten utwór w konkursie i zdobyła poparcie przedstawicieli Teddy Production, którzy także woleli ten utwór singla „Toy”, ale ostatecznie przedstawiciele korporacji Israeli Public Broadcasting Corporation wybrali drugi singel. 11 marca 2018 piosenkarka wydała teledysk do konkursowego utworu „Toy”, który w tekście nawiązywał do akcji #MeToo. Przed konkursem była wskazywana na główną faworytkę do wygranej. 8 maja wystąpiła w pierwszym półfinale konkursu i z pierwszego miejsca awansowała do finału, który został rozegrany 12 maja. Zdobyła w nim pierwsze miejsce po zdobyciu 529 punktów.
W tej edycji zmieniono system punktacji w finale – zamiast dotychczasowych procentów, trójka artystów w superfinale była poddana ocenie jury i widzów, po czym każdy juror bądź grupa jurorska przyznali 8, 10 i 12 punktów, a punkty widzów są liczone przez ordynację proporcjonalną do sumy jurorów.
| Miejsce | Artysta               | Punkty |
| ------- | --------------------- | ------ |
| 1.      | Neta „Netta” Barzilaj | 210    |
| 2.      | Jonatan Mergui        | 205    |
| 3.      | Riki Ben Ari          | 125    |
| 4.      | Szen Aharoni          | –      |

### Szósta edycja (2018–2019)
Szósta edycja programu była nadawana pomiędzy 28 października 2018 a finałem, 12 lutego 2019. Zwyciężył ją Kobi Marimi. Po wygraniu programu został ogłoszony reprezentantem Izraela w 64. Konkursie Piosenki Eurowizji w Tel Awiwie z utworem „Home”. Jako reprezentant gospodarzy miał zapewnione miejsce w finale widowiska, rozgrywanym 18 maja wystąpił w finale konkursu i zajął 23. miejsce.
| Miejsce | Artysta       | Punkty |
| ------- | ------------- | ------ |
| 1.      | Kobi Marimi   | 215    |
| 2.      | Ketreja       | 165    |
| 3.      | Szefita       | 160    |
| 4.      | Maja Buskilla | –      |

### Siódma edycja (2019–2020)
Siódma edycja programu była nadawana pomiędzy 20 listopada 2019 a finałem, 4 lutego 2020. Zwyciężyła ją Eden Alene, pochodząca z rodziny etiopskich żydów, dzięki czemu została ogłoszona reprezentantką Izraela w 65. Konkursie Piosenki Eurowizji organizowanym w Rotterdamie. 4 marca 2020 wystąpiła w finale spin-offu Ha-Szir Ha-Ba L’erowizjon, w którym zaśpiewała cztery piosenki, spośród których jedna miała zostać wybrana na konkurs Eurowizji. Utwór „Feker Libi”, który Alene napisała z myślą o swoim chłopaku, Jonathanie, zwyciężył. 18 marca poinformowano o odwołaniu konkursu w wyniku pandemii COVID-19.
22 marca 2020 nadawca publiczny IPBC ogłosił, że Alene będzie reprezentantką kraju w konkursie w 2021. W styczniu 2021 zaprezentowała trzy utwory podczas kolejnego spin-offu Ha-Szir Szelanu L’erowizjon: „Ue La La”, „La La Love” i „Set Me Free”, ostatecznie największe poparcie telewidzów zdobyła piosenka „Set Me Free”. 18 maja wystąpiła w pierwszym półfinale Eurowizji i z piątego miejsca awansowała do finału, który odbył się 22 maja. Zajęła w nim 17. miejsce po zdobyciu 93 punktów.
| Miejsce | Artysta             | Punkty |
| ------- | ------------------- | ------ |
| 1.      | Eden Alene          | 260    |
| 2.      | Ela-Li Lahaw        | 182    |
| 3.      | Orr Amrami-Brockman | 158    |
| 4.      | Gaja Szaki          | –      |

### Ósma edycja (2021)
Pod koniec siódmego sezonu Keszet ogłosił otwarcie przesłuchań do ósmego sezonu. To pierwszy sezon od tego w 2014 roku, w którym nagrodą nie jest reprezentowanie Izraela w Konkursie Piosenki Eurowizji. Za to, zwycięzca otrzymał nagrodę pieniężną w wysokości miliona szekli. Ósma edycja programu była nadawana pomiędzy 1 czerwca a finałem, 1 września 2021. Wyniki przedstawiono w procentach otrzymanych głosów. Zwyciężył ją Tamir Grinberg.
| Miejsce | Artysta        | Wynik |
| ------- | -------------- | ----- |
| 1.      | Tamir Grinberg | 55%   |
| 2.      | Waleri Hamati  | 25%   |
| 3.      | Matan Levy     | 20%   |
| 4.      | Szaj Hamber    | –     |

### Dziewiąta edycja (2022)
Dziewiąta edycja programu była nadawana pomiędzy 18 lipca a finałem, 20 września 2022. Zwyciężył ją Eliaw Zohar.
| Miejsce | Artysta        | Wynik |
| ------- | -------------- | ----- |
| 1.      | Eliaw Zohar    | 41%   |
| 2.      | Nofia Jedidia  | 36%   |
| 3.      | Meitaw Szerman | 23%   |
| 4.      | Libi Panker    | –     |

### Dziesiąta edycja (2023–2024)
W czerwcu 2023 ujawiono, że program ponownie będzie służył jako preselekcje do Konkursu Piosenki Eurowizji. Po wybuchu wojny Izraela z Hamasem nagrywki przerwano zgodnie, a po ich wznowieniu odbyły się bez publiczności. Wyniki publiczności, które wraz z jury miały decydować o 40% wyniku w każdym odcinku oprócz finału, zostały zastąpione głosami grupy fokusowej. Dziesiąta edycja programu była nadawana pomiędzy 20 listopada 2023 a finałem, 6 lutego 2024. Uczestnik programu Szauli Greenglick, który oryginalnie przeszedł do drugiej rundy, poległ w walce 26 grudnia. Program zwyciężyła Eden Golan, dzięki czemu otrzymała prawo do reprezentowania Izraela w 68. Konkursie Piosenki Eurowizji. 10 marca 2024 ogłoszono, że będzie reprezentować kraj z piosenką „Hurricane”.
| Miejsce | Artysta    | Punkty |
| ------- | ---------- | ------ |
| 1.      | Eden Golan | 153    |
| 2.      | Or Kohen   | 135    |
| 3.      | Mika Mosze | 72     |
| 4.      | Dor Szymon | –      |

### Jedenasta edycja (2024–2025)
W lipcu 2024 ujawiono, że program ponownie będzie służył jako preselekcje do Konkursu Piosenki Eurowizji. Jedenasta edycja programu była nadawana pomiędzy 10 listopada 2024 a finałem, 22 stycznia 2025. Wznowione zostało głosowanie publiczności w studio, odbywające się tradycyjnie w każdym odcinku oprócz finału, w którym ponownie otwarte zostanie głosowanie widzów za pomocą aplikacji, decydujące o wyniku wraz z sześcioosobowym panelem jurorskim. Program zwyciężyła Juwal Rafael, dzięki czemu otrzymała prawo do reprezentowania Izraela w 69. Konkursie Piosenki Eurowizji.
| Miejsce | Artysta                  | Punkty |
| ------- | ------------------------ | ------ |
| 1.      | Juwal Rafael             | 157    |
| 2.      | Waleri Hamati            | 111    |
| 3.      | Red Band i Moran Aharoni | 92     |
| 4.      | Daniel Weiss             | –      |

## Kontrowersje
Podczas emisji pierwszej edycji programu pojawiły się doniesienia jakoby członek jury Ejal Golan miał relacje seksualne z osobami nieletnimi, po czym podczas emisji odcinka z 17 listopada 2013 prezenter Asi Azar powiedział: W ostatnich dniach pojawiły się nowe informacje, plotki i przecieki. Niniejsza wiadomość nie stanowi potwierdzenia ani zaprzeczenia plotkom. Nie możemy działać w oparciu o plotki, a już na pewno nie możemy wnosić na ich podstawie zarzutów. Działamy wyłącznie zgodnie z prawem, bo to jedyna i słuszna droga. Trzy dni później, jurora usunięto z programu w następstwie rozpoczęcia śledztwa w tej sprawie. W roli jurora do końca edycji zastąpił go piosenkarz Mooki.
Edycja wyemitowana na przełomie 2023 i 2024 roku w cieniu wojny Izraela z Hamasem posiadała liczne odniesienia do tego konfliktu. Przesłuchania na żywo posiadały fragmenty wspierające Siły Obronne Izraela, a pierwszy uczestnik Szaj Tamino, członek zespołu Korpusu Edukacji i Młodzieży, wystąpił w mundurze wojskowym. Izraelska publiczność krytykowała poziom trybutów dla wojska oraz emisję programu rozrywkowego podczas wojny, natomiast fani Konkursu Piosenki Eurowizji krytykowali program za sprzeczność z wartościami apolitycznymi i pacyfistycznymi tradycyjnie kojarzonymi z tym wydarzeniem.

## Rising Stardookoła świata
Po sukcesie izraelskiej wersji formatu w 2013, siele stacji telewizyjnych na całym świecie wykupiło prawa do formatu i zaczęło nadawać podobne seriale. Amerykańska sieć telewizyjna ABC, pierwszą edycję rozpoczęła w czerwcu 2014 na żywo z Los Angeles.
Wersja amerykańska trwała pełny 10-odcinkowy sezon, zanim została anulowana z powodu niskiej oglądalności. Niemiecki nadawca RTL Television uruchomił wersję niemieckojęzycną w Niemczech. Po pierwszych kilku odcinkach programu telewizja RTL anulowała Rising Star Germany i skróciła sezon do 7 odcinków; zwycięzca został ustalony na podstawie specjalnego finału. W Wielkiej Brytanii kanał ITV wykupił prawa, ale anulował planowaną premierę z powodu niższej niż oczekiwano oglądalności.